# Villaverde del Río
Villaverde del Río település Spanyolországban, Sevilla tartományban. Villaverde del Río Brenes, Alcalá del Río, Burguillos, Castilblanco de los Arroyos és Cantillana községekkel határos. Lakosainak száma 7794 fő (2024).

## Népesség
A település népessége az elmúlt években az alábbi módon változott:
| Lakosok száma | 6532 | 6631 | 6912 | 7337 | 7614 | 7777 | 7824 | 7818 | 7711 | 7794 |
|               | 2001 | 2004 | 2007 | 2009 | 2012 | 2014 | 2017 | 2019 | 2022 | 2024 |